# New Berlin (Wisconsin)
New Berlin es una ciudad ubicada en el condado de Waukesha en el estado estadounidense de Wisconsin. En el Censo de 2020 tenía una población de 40,451 habitantes y una densidad poblacional de 414,47 personas por km².

## Geografía
New Berlin se encuentra ubicada en las coordenadas 42°58′19″N 88°7′45″O / 42.97194, -88.12917. Según la Oficina del Censo de los Estados Unidos, New Berlin tiene una superficie total de 95.51 km², de la cual 94.38 km² corresponden a tierra firme y (1.18%) 1.12 km² es agua.

## Demografía
Según el censo de 2010, había 39.584 personas residiendo en New Berlin. La densidad de población era de 414,47 hab./km². De los 39.584 habitantes, New Berlin estaba compuesto por el 93.44% blancos, el 0.73% eran afroamericanos, el 0.3% eran amerindios, el 3.77% eran asiáticos, el 0.03% eran isleños del Pacífico, el 0.59% eran de otras razas y el 1.15% pertenecían a dos o más razas. Del total de la población el 2.62% eran hispanos o latinos de cualquier raza.